# Bobby King (cầu thủ bóng đá)
Frederick Alfred Robert King (19 tháng 9 năm 1919 - 20 tháng 5 năm 2003) là một cầu thủ bóng đá người Anh thi đấu ở Football League cho Northampton Town và Wolverhampton Wanderers.